# Konstantinos Papakonstantinou

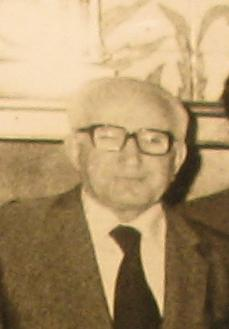
Konstantinos Papakonstantinou

Konstantinos Papakonstantinou (griechisch Κωνσταντίνος Παπακωνσταντίνου, * April 1907 in Korinth; † 1989 in Athen) war ein griechischer Rechtsanwalt und Politiker.

## Leben
Nach dem Schulbesuch studierte Papakonstantinou Rechtswissenschaften an der Nationalen und Kapodistrias-Universität Athen und nahm nach Beendigung des Studiums 1928 eine Tätigkeit als Rechtsanwalt auf.
Seine politische Laufbahn begann er 1946, als er erstmals für den Wahlkreis Korinth als Mitglied in das Griechische Parlament gewählt wurde. Nach mehreren Wiederwahlen gehörte er dem Parlament bis zum Beginn der Militärdiktatur 1967 an, wobei er zuletzt Vertreter der 1955 von Konstantinos Karamanlis gegründeten Nationalradikalen Union (Ethniki Rizospastiki Enosis) war.
Nachdem er zwischen 1954 und 1955 zunächst stellvertretender Kommunikationsminister im Kabinett von Premierminister Alexandros Papagos war, übernahm er nach dem Amtsantritt von Premierminister Karamanlis am 6. Oktober 1955 zahlreiche Ämter in dessen mit zwei kurzen Ausnahmen bis zum 17. Juni 1963 amtierenden Kabinett.
Zunächst war er von Oktober 1955 bis Februar 1956 Landwirtschaftsminister und anschließend von September 1956 bis Mai 1958 Justizminister, ehe er von Mai 1958 bis September 1961 Finanzminister war. Danach war er zwischen November 1961 und Juni 1963 erneut Justizminister. Im April 1967 war er abermals für kurze Zeit Finanzminister im Kabinett von Premierminister Panagiotis Kanellopoulos.
Nach dem Ende der Militärdiktatur wurde er 1974 als Kandidat der ebenfalls von Karamanlis gegründeten Nea Dimokratia (ND) wieder als Abgeordneter in das Parlament gewählt und gehörte diesem nach Wiederwahlen in den Jahren 1977 und 1981 bis 1985 an. Während dieser Zeit war er zunächst für kurze Zeit vom Juli bis zum Oktober 1974 wieder Justizminister, ehe er vom 219. Dezember 1975 bis zum 11. Dezember 1977 auch Präsident des Parlaments war.
Daraufhin war er vom 28. November 1977 bis zum 21. Oktober 1981 stellvertretender Ministerpräsident im Kabinett von Konstantinos Karamanlis.
Papakonstantinou, der Mitglied der Gesellschaft für Verwaltungsstudien war, schrieb auch Studien zum Bürgerlichen Recht und Verfahrensrecht sowie zu Fragen des Verfassungsrechts, die in verschiedenen Fachzeitschriften veröffentlicht wurden.